# عدنان البطيح
عدنان البطيح هو حكم كرة قدم سابق سعودي. وحاليًا هو مراقب في دوري المحترفين السعودي.

## الحياة الشخصية
ولد في الأحساء 17 أكتوبر سنة 1971م[بحاجة لمصدر] وهو أخ الحارس عبد الله البطيح.

## الحياة المهنية

### لاعب
لعب لنادي هجر منذ عام 1985 وحتى 1992.

### حكم
بدأ بالتحكيم منذ موسم 1997 وحتى موسم 2009، ومن أهم المباريات التي حكمها[بحاجة لمصدر] (الهلال * النصر) (أولمبي) (النصر * الشباب) ومباراة (المنتخب السعودي * المنتخب اللبناني) (المنتخب السعودي * المنتخب المصري) أولمبي.
رُشح للحصول على الشارة الدولية عام 2008.
كان عضوًا في لجنة الحكام الفرعية بمحافظة الأحساء منذ 2005 وحتى 2018.
بعد ذلك أصبح مراقبًا في دوري المحترفين ومنسقًا في الاتحاد الآسيوي لكرة القدم.